# Produktionsplan
Der Produktionsplan (auch als strategisches Produktionsprogramm bezeichnet) ist Teil der Unternehmensplanung und enthält die zu produzierenden Produkte eines Unternehmens in aggregierter Form und zu einem Zeitpunkt, an dem die einzelnen (singulären) Produktvarianten noch nicht bzw. noch nicht vollständig bekannt sind.

## Allgemeines
Die Art und Form der  Aggregation hängt von dem Produkt selber und dem Produktspektrum bzw. der Programmbreite ab, die das Unternehmen anbieten will. Als Aggregation kommen bspw. die Produktart, Produkttyp oder die Produktfamilien in Frage. In vielen Fällen ist es ausreichend, nur die hauptsächlichen Produkte oder deren wichtigste Baugruppen zu planen. Der Produktionsplan ist zugleich Grundlage für die langfristige Beschaffungsplanung.

## Produktionsplan und Produktionsprogramm
Der Produktionsplan dient dazu, die finanziellen, personellen, materiellen und technischen Kapazitäten eines Unternehmens lang- und mittelfristig bestimmen und absichern zu können. Er enthält die geplanten Produktionszahlen nur in aggregierter Form (z. B. Baureihe) und für längere Produktionszeiträume. Der Produktionsplan ist die Grundlage für die Erstellung von Produktionsprogrammen, in denen die einzelnen Produktvarianten exakt spezifiziert sind und tagesgenau eingeplant werden.
Die Erstellung eines Produktionsplans folgt dem Absatzplan und basiert auf der Schätzung des Absatzes je Land oder Absatzmarkt entsprechend der gewählten Produktaggregation. Die Aggregation vereinfacht die Planung, da es nur wenige Planungsbegriffe gibt, die jedoch ausreichend genau für die Kapazitätsplanung sein müssen. Ein gutes Beispiel ist dafür die Automobilindustrie.  Hier werden langfristig zunächst nur die Absatzzahlen für die einzelnen Fahrzeugklassen oder Fahrzeugtypen geplant. So werden im langfristigen Bereich nur die Stückzahlen für die Produkttypen (z. B. VW Golf, VW Passat usw.) auf Monatsbasis geplant und nicht für jede einzelne Golf-/Passatvariante. Mittelfristig werden diese dann durch die genaueren Fahrzeugmodelle 'ersetzt'. Der Absatz wird dann auf die vorhandenen Produktionskapazitäten aufgeteilt und in den Produktionsplan 'überführt'. Der Produktionsplan wird somit im Planungsprozess zeitlich und produktbezogen ständig verfeinert. Am Ende der Planung wird aus dem Produktionsplan das Produktionsprogramm. Beim Übergang ist insbesondere auf die Konsistenz der zwischen dem Produktionsplan und Produktionsprogramm zu achten, da es sonst zu Problemen (Überbestände oder Engpässe) bei der Materialbedarfsplanung kommen kann.